# Hrabstwo Boundary
Hrabstwo Boundary (ang. Boundary County) – hrabstwo w stanie Idaho w Stanach Zjednoczonych. Obszar całkowity hrabstwa obejmuje powierzchnię 1278,21 mil² (3310,55 km²). Według szacunków United States Census Bureau w roku 2009 miało 10 951 mieszkańców. Jego siedzibą administracyjną jest Bonners Ferry.
Hrabstwo zostało ustanowione 23 stycznia 1915 r. Nazwa (ang. boundary – granica) odnosi się do geograficznego usytuowania tej jednostki administracyjnej: na północy graniczy z Kanadą, na zachodzie ze stanem Waszyngton, a na wschodzie z Montaną.

## Miejscowości
- Bonners Ferry
- Moyie Springs